# Enciclopèdia dels Germans de la Puresa
L'Enciclopèdia dels Germans de Puresa (àrab: رسائل إخوان الصفا, Rasāʾil Iẖwān aṣ-Ṣafā), altrament coneguda també com a Epístoles dels Germans de la Sinceritat, com a Epístoles dels Germans de la Puresa o com a Epístoles dels Germans de la Puresa i els Amics Lleials, fou una gran enciclopèdia composta per 52 tractats (rissala, pl. rassàïl) escrita pels misteriosos Germans de la Puresa de Basra, a l'Iraq, en algun punt de la segona meitat del segle x (o potser més tard, el segle xi). Va tenir una gran influència en pensadors posteriors, especialment entre musulmans, com Ibn al-Arabí. Era coneguda arreu del món islàmic, fins i tot a l'Àndalus. L'enciclopèdia va contribuir a la popularització i legitimització del platonisme en el món islàmic.
La identitat dels autors i el moment en què fou escrita l'enciclopèdia s'ha establert reeixidament, però tot i així l'obra s'ha vinculat a diversos grups com ara els ismaïlites, els sufís, els sunnites, els mutazilites, els alauites, els rosicrucians, etc.
El tema de l'obra és vast i va des de matemàtiques, música, astronomia i ciències naturals, fins a ètica, política, religió i màgia —tot compilat amb un propòsit bàsic: que l'aprenentatge és entrenament per l'ànima, com a preparació per a després que aquesta s'alliberi del cos.